# Молькирш
Молькирш (фр. Mollkirch) — коммуна на северо-востоке Франции в регионе Гранд-Эст (бывший Эльзас — Шампань — Арденны — Лотарингия), департамент Нижний Рейн, округ Мольсем, кантон Мольсем.
Площадь коммуны — 12,47 км², население — 933 человека (2006) с тенденцией к росту: 954 человека (2013), плотность населения — 76,5 чел/км².

## Население
Население коммуны в 2011 году составляло 976 человек, в 2012 году — 969 человек, а в 2013-м — 954 человека.
| 1962 | 1968 | 1975 | 1982 | 1990 | 1999 | 2006 | 2008 | 2011 | 2012 | 2013 |
| ---- | ---- | ---- | ---- | ---- | ---- | ---- | ---- | ---- | ---- | ---- |
| 472  | 428  | 451  | 451  | 552  | 765  | 933  | 948  | 976  | 969  | 954  |

Динамика населения:

## Экономика
В 2010 году из 631 человек трудоспособного возраста (от 15 до 64 лет) 529 были экономически активными, 102 — неактивными (показатель активности 83,8 %, в 1999 году — 76,7 %). Из 529 активных трудоспособных жителей работали 500 человек (268 мужчин и 232 женщины), 29 числились безработными (15 мужчин и 14 женщин). Среди 102 трудоспособных неактивных граждан 47 были учениками либо студентами, 32 — пенсионерами, а ещё 23 — были неактивны в силу других причин.

## Достопримечательности (фотогалерея)
- Здание мэрии
- Часовня
- Римский портал
- Римский тимпан
- Деталь
- Сквер